# Echinocrepis cuneata
Echinocrepis cuneata is een zee-egel uit de familie Pourtalesiidae.
De wetenschappelijke naam van de soort werd in 1879 gepubliceerd door Alexander Agassiz.